# Bohdan Rymaszewski
Bohdan Rymaszewski (ur. 2 czerwca 1935 w Wilnie, zm. 23 listopada 2016 w Warszawie) – polski historyk, architekt, zabytkoznawca, nauczyciel akademicki, specjalista w zakresie historii i teorii konserwacji zabytków, ochronie i konserwacji architektury zabytkowej, urbanistyce i zabytkoznawstwie, profesor nauk technicznych, generalny konserwator zabytków (1971–1983), dyrektor Instytutu Polskiego w Berlinie (1996–1997).

## Życiorys
Urodził się w Wilnie w rodzinie lekarskiej jako syn Jadwigi i Kaspra Rymaszewskich. Jego ojciec był kapitanem rezerwy, w 1940 został zamordowany przez funkcjonariuszy NKWD w Charkowie.
W 1953 ukończył I Liceum Ogólnokształcące im. Jana Kasprowicza w Inowrocławiu, po czym podjął studia w zakresie sztuk pięknych na Uniwersytecie Mikołaja Kopernika w Toruniu. Ukończył je w 1957, specjalizując się w zabytkoznawstwie i konserwacji zabytków. Wśród jego wykładowców był Jerzy Remer. W czasie studiów działał w instruktorskiej drużynie akademickiej ZHP.
W latach 1957–1971 pełnił funkcję miejskiego konserwatora zabytków w Toruniu, w latach 1972–1983 był dyrektorem Zarządu Muzeów i Ochrony Zabytków w Ministerstwie Kultury i Sztuki. Zajmował także stanowisko generalnego konserwatora zabytków (1971–1983), a w latach 1984–1992 był prezesem zarządu głównego Stowarzyszenia Konserwatorów Zabytków. W latach 1986–1989 był członkiem Ogólnopolskiego Komitetu Grunwaldzkiego. W latach 1985–1989 pełnił funkcję sekretarza generalnego Rady Ochrony Pamięci Walk i Męczeństwa. W lutym 1989 wszedł w skład działającej przy tej instytucji Komisji do spraw Upamiętnienia Ofiar Represji Okresu Stalinowskiego. Od 1996 do 1997 był dyrektorem Instytutu Polskiego w Berlinie, a w latach 2000–2006 zasiadał w Międzynarodowej Radzie Oświęcimskiej.
W 1972 uzyskał na Uniwersytecie Warszawskim stopień doktora. Tematem jego pracy doktorskiej była Problematyka konserwatorska średniowiecznych miast w Polsce, a jej promotorem Stanisław Lorentz. W 1989 na podstawie rozprawy Geneza, uwarunkowania i mechanizmy ochrony zabytków w Polsce uzyskał na UMK stopień doktora habilitowanego nauk humanistycznych w zakresie historii. Tytuł profesora nauk technicznych otrzymał w 1999. Współpracował jako wykładowca z licznymi uczelniami, wykładał na Wydziale Architektury Politechniki Warszawskiej, Politechnice Krakowskiej, Uniwersytecie Warszawskim, Akademii Sztuk Pięknych w Warszawie, Politechnice Białostockiej, Uniwersytecie Mikołaja Kopernika, Politechnice Świętokrzyskiej, Prywatnej Wyższej Szkole Nauk Społecznych, Komputerowych i Medycznych w Warszawie.
Zawarł związek małżeński z Marią Abramowicz, konserwatorką dzieł sztuki. Miał dwoje dzieci – Mikołaja i Kingę. Pochowany na cmentarzu w Celestynowie.
W 2022 jego imieniem nazwano jeden ze skwerów na toruńskiej starówce.

## Odznaczenia i wyróżnienia
- Krzyż Komandorski Orderu Odrodzenia Polski (2016, za wybitne zasługi w ochronie oraz upowszechnianiu wiedzy o polskiej architekturze zabytkowej, za osiągnięcia w pracy naukowo-badawczej i dydaktycznej, nadany pośmiertnie przez prezydenta Andrzeja Dudę)[9]
- Krzyż Oficerski Orderu Odrodzenia Polski (2013, za wybitne zasługi w działalności na rzecz kultury polskiej i zachowania dziedzictwa kulturowego, nadany przez prezydenta Bronisława Komorowskiego)[10]
- Złoty Krzyż Zasługi[2]
- Złoty Medal „Zasłużony Kulturze Gloria Artis”[11]
- Medal Komisji Edukacji Narodowej[2]
- Brązowy i Srebrny Medal „Za zasługi dla obronności kraju”[2]
- Odznaka „Za Zasługi dla ZBoWiD” (1987)[12]
- Medal za Zasługi dla Rozwoju Uczelni (UMK)[2]
- Nagroda im. prof. Jana Zachwatowicza[3]

## Wybrane publikacje
- Toruń w czasach Kopernika: urbanistyka, architektura, sztuka (1969).
- O przetrwanie dawnych miast (1984, ISBN 83-213-3173-4).
- Toruń epoki Kopernika (1984, tekst do albumu z fotografiami Janiny Gardzielewskiej).
- Geneza, uwarunkowania i mechanizmy ochrony zabytków w Polsce (1988).
- Klucze ochrony zabytków w Polsce (1992).
- Toruń: architektura i historia (1994, tekst, ISBN 83-901314-3-9).
- Twórca w okowach przeszłości: rzecz o Stanisławie Wyspiańskim (1995, ISBN 83-905230-0-0).
- Pamiętać będą pokolenia (2000, ISBN 83-85047-85-9).
- Polska ochrona zabytków: refleksje z lat 1918–2002 (2002, ISBN 83-918245-1-9).
- Polska ochrona zabytków (2005, ISBN 83-7383-172-X).